# Centros povoados do Peru
Os Centros povoados do Peru, conhecidos em Espanhol como centros poblados (CC.PP.), são o quarto-nível de divisões administrativas do país. São subdivisões dos  distritos, que por sua vez são subdivisões de províncias, que são subdivisões das regiões.